# Адреногенітальний синдром
Адреногеніта́льний синдро́м — застаріла назва вродженої гіперплазії кори наднирників (англ. Congenital adrenal hyperplasia), патологічного стану, пов'язаного з надлишковим виділенням корою наднирників чоловічих статевих гормонів.
Це може бути пов'язано як з пухлиною кори наднирників (адреностеромою), так і в ряді випадків з посиленим виділенням гіпофізом гормонів, що стимулюють функцію наднирників. При цьому в жінок розвиваються порушення менструального циклу, з'являються ознаки оволосіння за чоловічим типом (виростає борода, вуса, волосся на тулубі), атрофуються молочні залози, зменшуються розміри яєчників та матки, виникає неплідність.

## Патогенез
Цей синдром обумовлюється гіперпродукцією андрогенних і естрогенних гормонів, а також їхніх біохімічних метаболітів. Останні мають різну гормональну активність. Кількість виділених стероїдних гормонів безпосередньо залежить від виду патологоанатомічних змін у корі надниркових залоз — гіперплазії або пухлини — і від секреторної активності. Найчастіше він спричинюється природженою дифузною гіперплазією сітчастої зони кори надниркових залоз, рідше — доброякісною або злоякісною пухлиною кори. Синдром може передаватися спадково як рецесивна ознака, при якій носії мають порушений стероїдосинтез. Для природженої форми цього захворювання характерно те, що ознаки його з'являються одразу після народження. Зазвичай переважає секреція андрогенних гормонів, що обумовлює розвиток вірилізму. Внаслідок цього у жінок андрогенна активність розвивається в напрямку гетеросексуалізму, а у чоловіків — ізосексуалізму. Набагато рідше буває переважання підвищеної продукції естрогенів, які обумовлюють розвиток гомосексуальних явищ у жінок, і гетеросексуальних явищ у чоловіків, що виявляються фемінізацією. Відомо, що надниркові залози починають функціювати ще в період внутрішньоутробного розвитку плода. Через це при адреногенітальному синдромі вироблення надлишку андрогенних і естрогенних гормонів впливає на вже сформований у статевому відношенні плід. Зміни статевої системи, первинних і вторинних статевих ознак тим виразніші, чим раніше під час розвитку плода розвинулася підвищена функція кори надниркових залоз.
При обстеженні таких хворих визначають збільшене виділення з сечею 17-кетостероїдів.

## Лікування
Призначають препарати глюкокортикостероїдних гормонів. Призначення глюкокортикостероїдів знижує продукцію АКТГ гіпофізом і пригнічує секрецію андрогенів наднирниками, що супроводжується регресією симптомів вірилізації: формуються вторинні жіночі статеві ознаки, з'являються менструації, розвиваються молочні залози та інші ознаки жіночого фенотипу.
Лікування природжених форм адреногенітального синдрому може включати і виконання пластичних операцій з формування зовнішніх статевих органів — резекція клітора, розкриття урогенітального синуса, формування малих статевих губ. Хірургічна корекція, що фемінізує, проводиться не раніше, ніж через рік після початку лікування глюкокортикостероїдами. Під час операції дозу гормонів збільшують.
Встановлення наявності пухлини в наднирковій залозі з клінічними ознаками кортикоестроми служить абсолютним показанням до хірургічного лікування. Об'єм операції залежить від розмірів і характеру росту пухлини. Можна застосувати видалення пухлини або ж епінефректомію.